# Пастушний
Пасту́шний (рос. Пастушный) — селище у складі Шалинського міського округу Свердловської області.
Населення — 103 особи (2010, 150 у 2002).
Національний склад станом на 2002 рік: росіяни — 72 %.